# Euchirella bitumida
Euchirella bitumida är en kräftdjursart som beskrevs av With 1915. Euchirella bitumida ingår i släktet Euchirella och familjen Aetideidae. Inga underarter finns listade i Catalogue of Life.